# Lautenberg (Stiefenhofen)
 (signalé en mai 2025).
Si vous disposez d'ouvrages ou d'articles de référence ou si vous connaissez des sites web de qualité traitant du thème abordé ici, merci de compléter l'article en donnant les références utiles à sa vérifiabilité et en les liant à la section « Notes et références ».
- Archive Wikiwix
- Bing
- Cairn
- DuckDuckGo
- E. Universalis
- Gallica
- Google
- G. Books
- G. News
- G. Scholar
- Persée
- Qwant
- (zh) Baidu
- (ru) Yandex
- (wd) trouver des œuvres sur Wikidata

Lautenberg (allemand de l'Allgäu occidental (de) : Loutəbərg, Lutəbərg) est un village et un quartier de la commune bavaroise et souabe de Stiefenhofen, dans l'arrondissement de Lindau (lac de Constance).